# (37874) 1998 FX29
1998 FX29 (asteroide 37874) é um asteroide da cintura principal. Possui uma excentricidade de 0.16019310 e uma inclinação de 3.39834º.
Este asteroide foi descoberto no dia 20 de março de 1998 por LINEAR em Socorro.